# Filip Zikmund z Ditrichštejna
Filip Zikmund hrabě z Dietrichsteinu, také z Ditrichštejna (německy Philipp Sigmund Graf von Dietrichstein; 9. března 1651, Vídeň – 3. července 1716 tamtéž) byl rakouský šlechtic z významného rodu Ditrichštejnů, u dvora zastával vysoké funkce a získal Řád zlatého rouna. Ve Vídni nechal postavit palác, vlastnil také majetek v severních Čechách a na severní Moravě.

## Mládí a dvorská kariéra

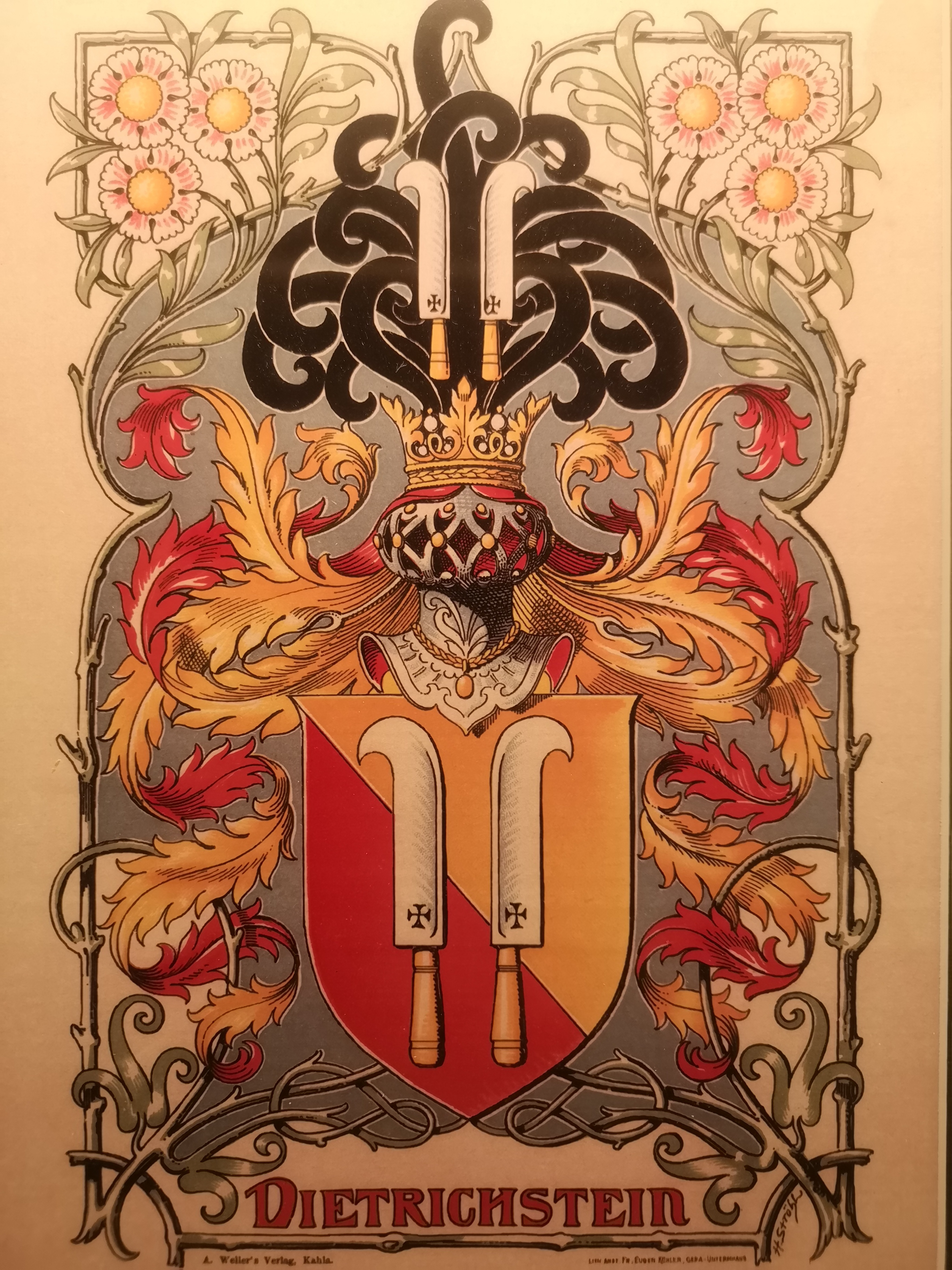
Erb Ditrichštejnů

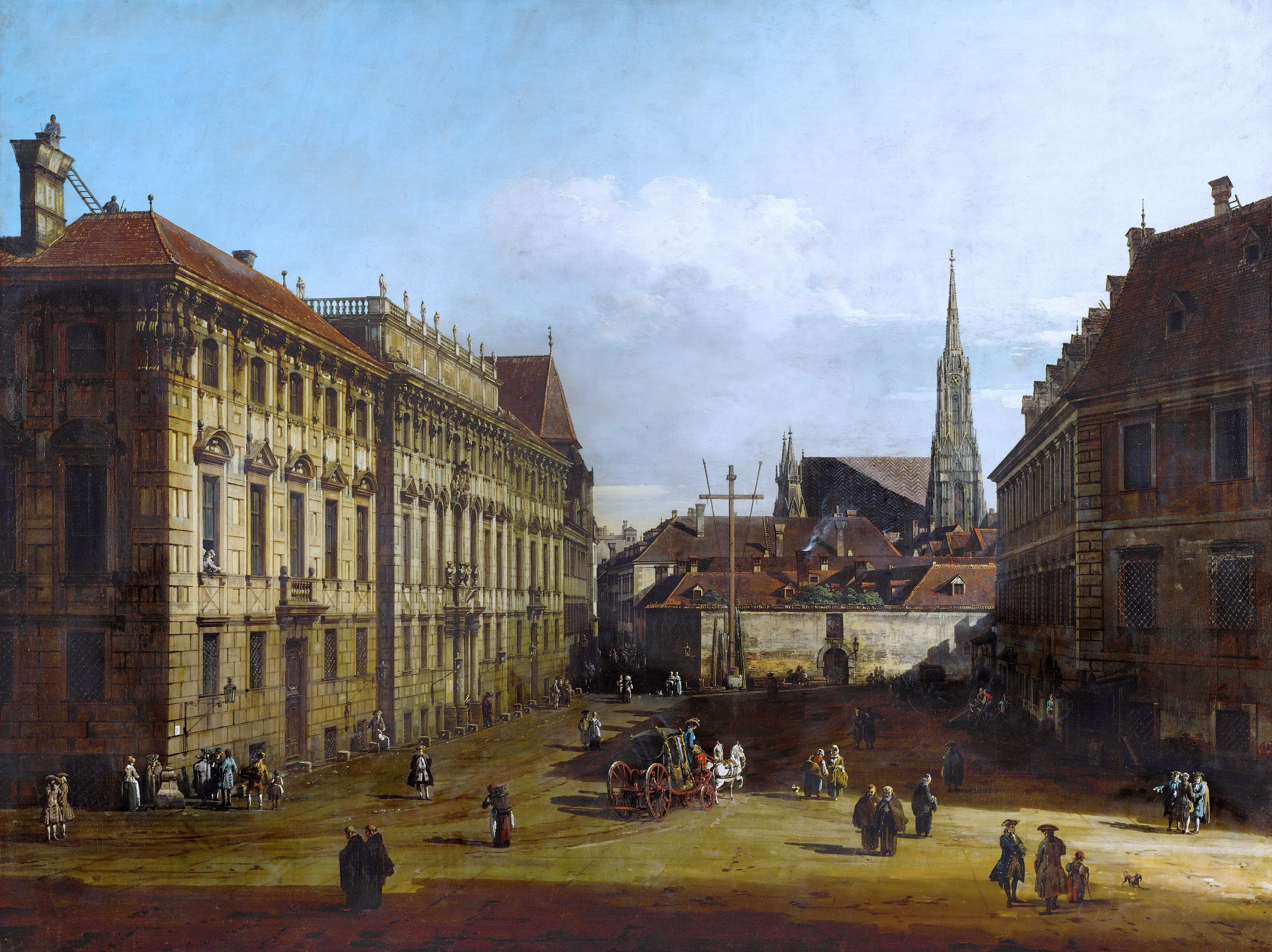
Canaletto: Ditrichštejnský, dnes Lobkovický palác ve Vídni

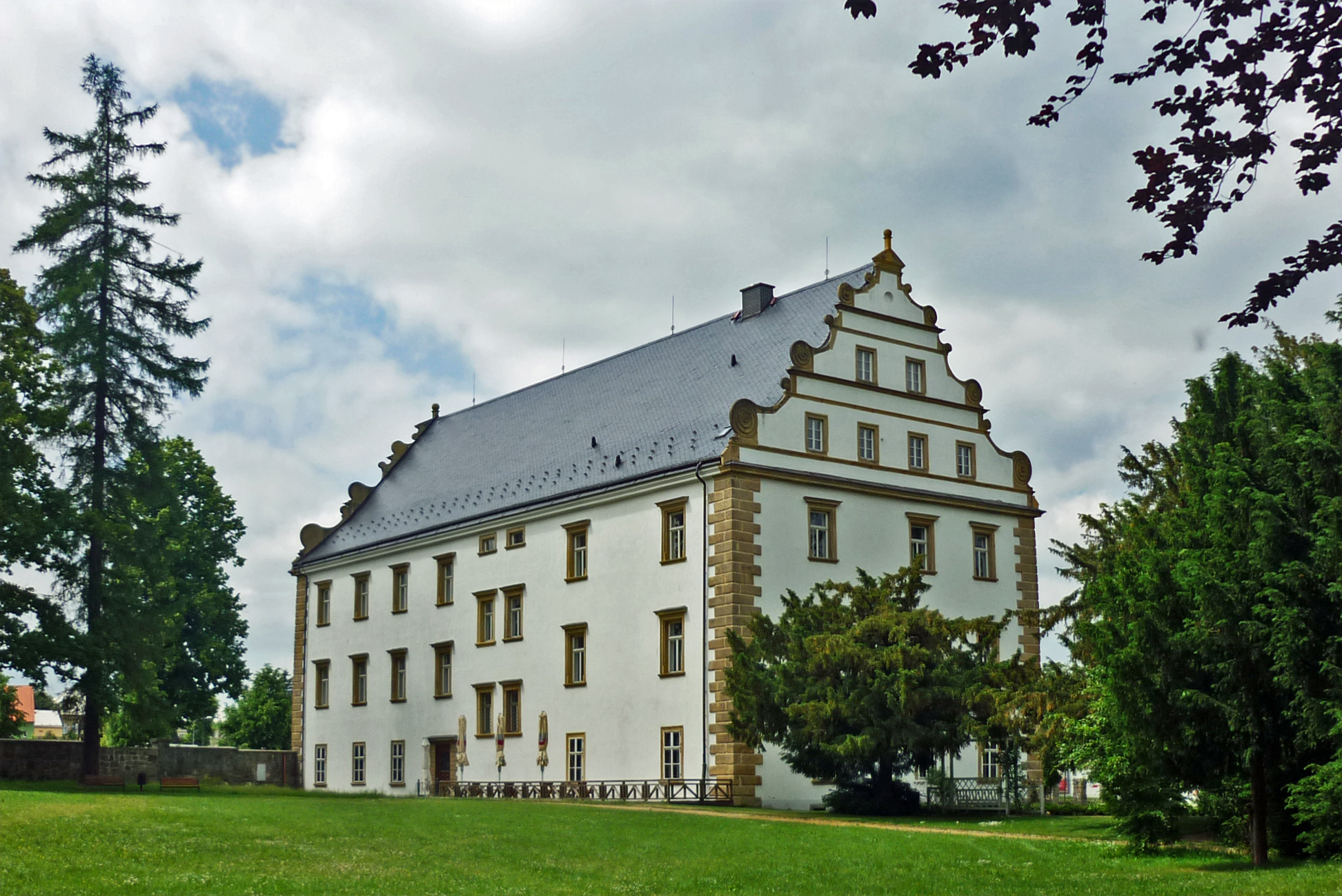
Zámek Šluknov, majetek Filipa Zikmuna z Ditrichštejna v letech 1677–1716

Narodil se jako nejmladší syn knížete Maxmiliána z Ditrichštejna (1596–1655) a jeho druhé manželky Žofie Anežky z Mansfeldu (1619–1677). Po otcově smrti se o výchovu Filipa Zikmunda starala matka a starší nevlastní bratr, kníže Ferdinand z Ditrichštejna. 
V letech 1670–1674 podnikl kavalírskou cestu, během níž navštívil většinu evropských zemí. Téměř rok pobýval v Paříži, další rok strávil v Madridu, kde měl díky svému jménu snadný přístup ke dvoru a bylo mu uděleno několik audiencí u krále Karla II. Poté procestoval Pyrenejský poloostrov a další rok strávil v Římě.
Po návratu z cest zakotvil u dvora, stal se císařským komořím a tajným radou, od roku 1695 byl hejtmanem císařské tělesné stráže. V letech 1699–1705 byl nejvyšším štolbou císaře Leopolda I., po nástupu Josefa I. musel odstoupit, ale znovu byl nejvyšším štolbou v letech 1713–1716. Rytířem Řádu zlatého rouna byl jmenován v roce 1694. Na přelomu 17. a 18. století patřil k aristokratické elitě ve Vídni, ale i když měl vysoké ambice a mohl si dovolit i podporovat mladší příbuzné, nedosáhl vlivu svého otce a nejstaršího bratra.

## Majetkové poměry
Filipova matka Žofie Anežka byla od roku 1662 spoludědičkou svého bezdětného bratra Karla z Mansfeldu a po rozdělení se sestrami převzala Šluknov. Aktivně se věnovala správě panství i obnově zámku, přikoupila též další statky (Velké Březno). Po její smrti v roce 1677 zdědil tento celek v severních Čechách Filip Zikmund. Krátce poté se po uzavření manželství s Marií Alžbětou Hoffmannovou stal spolumajitelem panství Janovice na severní Moravě. Zde ale manželé prakticky nepobývali a z Janovic nechali odvézt i část vnitřního vybavení. Hodnotná hoffmannská knihovna byla přemístěna do Mikulova a stala se základem knížecí ditrichštejnské knihovny.
Jako přední dvořan pobýval převážně ve Vídni, kde v roce 1685 skoupil domy a pozemky na Schweinermarkt (dnešní Lobkowitzplatz) a v následujících dvou letech zde nechal postavit palác podle projektu Giovanniho Pietra Tencally. Později proběhly další úpravy pod vedením Johanna Bernharda Fischera z Erlachu (1709). Významné architekty angažoval i pro zakázky na svých českých panstvích a například Johann Lucas von Hildebrandt je autorem projektu kostela v Jiříkově.

## Manželství a potomstvo
Jeho první manželkou byla od roku 1680 Marie Alžběta Hoffmannová z Grünbüchelu (1660–1705), po její smrti se podruhé oženil s Dorotou Josefou Jankovskou z Vlašimi (1666–1742). Potomstvo měl jen z prvního manželství, jediný syn Emanuel Josef (1690–1703) zemřel v dětství. Velmi mladá zemřela i starší dcera Marie Anna (1681–1704), která byla od roku 1700 manželkou hraběte Jana Václava z Gallasu. Ten se po ovdovění oženil s její mladší sestrou Marií Ernestinou (1681–1744). Gallas se nakonec stal neapolským místokrálem, ale krátce nato zemřel. Marie Ernestina se podruhé provdala za hraběte Aloise Tomáše z Harrachu (1669–1742), který byl pak neapolským místokrálem v letech 1728–1733. Marie Ernestina tedy dvakrát pobývala v Neapoli jako choť místokrále, pokaždé ale s jiným manželem. Po otci byla Marie Ernestina dědičkou Šluknova, Janovic i vídeňského paláce, všechen majetek následně přešel na rod Harrachů.